# سولسبوری (تنسی)
سولسبوری(به انگلیسی: Saulsbury) شهری در ایالت تنسی کشور ایالات متحده آمریکا است که جمعیت آن در سرشماری سال ۲۰۱۰ میلادی، ۸۱ نفر بوده‌است.